# لوري بيترز
لوري بيترز (بالإنجليزية: Lori Peters)‏ عازفة الطبل السابقة لفرقة الروك المسيحي المرشحة لجائزة غرامي سكيلت، عملت معهم منذ 2000 إلى 2007. سجلت أربعة ألبومات مع الفرقة: آردنت ورشب، إيليان يوث، كولايد، كوماتوس. قدمت عرضها الأخير 31 ديسمبر 2007، اعتقدت أنه "الوقت المناسب لها لتخرج من الطريق وتبدأ فصل جديد في حياتها. أخذت وقت موسم الكرِسمس 2007 من أجل تدريب عازفة الطبل الجديدة التي ستنضم للفرقة، جن ليدجر.